# اودالنویه
اودالنویه (به لاتین: Udalnoye) یک منطقهٔ مسکونی در روسیه است که در سرزمین آلتای واقع شده‌است.